# گشت هوایی غیرنظامی
گشت هوایی غیرنظامی (انگلیسی: Civil Air Patrol) یک موسسه غیرانتفاعی دارای مجوز کنگره و تحت حمایت فدرال است که به عنوان نیروی کمکی غیرنظامی رسمی نیروی هوایی ایالات متحده آمریکا فعالیت می‌کند. گشت هوایی غیرنظامی یک سازمان داوطلبانه با عضویتی با گرایش هوانوردی است که شامل اعضایی از همه پیشینه‌ها می‌شود. این برنامه به عنوان یک سازمان طبق عنوان ۱۰ قانون ایالات متحده تأسیس شده و اهداف آن توسط عنوان ۳۶ تعریف شده است.
عضویت در این سازمان شامل دانشجویان دانشکده افسری از ۱۲ تا کمی کمتر از ۲۱ سال و اعضای ارشد ۱۸ سال به بالا است. این دو گروه هر کدام فرصت شرکت در طیف گسترده‌ای از فعالیت‌ها را دارند. برنامه دانشجویان دانشکده افسری با یک برنامه درسی ساختار یافته و سازمانی مبتنی بر رتبه‌های نیروی هوایی ایالات متحده به توسعه گروه اول کمک می‌کند، در حالی که اعضای مسن‌تر به عنوان مربی، سرپرست و اپراتور خدمت می‌کنند. اکثر اعضا هنگام انجام وظایف خود لباس یونیفرم می‌پوشند. با این حال، یک دسته از اعضای آموزش هوافضا برای مربیان در دسترس است و این دسته، لباس فرم نمی‌پوشند و در جلسات شرکت نمی‌کنند، اما از کتاب‌های درسی، طرح‌های درسی و سایر منابع ارائه شده توسط گشت هوایی غیرنظامی که به صورت حرفه‌ای تهیه شده‌اند، به عنوان مربی استفاده می‌کنند.
گشت هوایی غیرنظامی در سراسر کشور، اپراتور اصلی هواپیماهای تک موتوره هوانوردی عمومی است که در اجرای ماموریت‌های مختلف خود، از جمله پروازهای توجیهی برای دانشجویان و ارائه قابلیت‌های قابل توجه خدمات اضطراری، استفاده می‌شود. به دلیل این فرصت‌های پرواز گسترده، بسیاری از اعضای گشت هوایی غیرنظامی خلبان دارای مجوز می‌شوند.
سازمان سلسله مراتبی و کمکی نظامی توسط ستاد ملی (با اقتدار بر سازمان ملی) رهبری می‌شود و پس از آن هشت فرماندهی منطقه‌ای و ۵۲ بال (هر یک از ۵۰ ایالت به علاوه واشینگتن دی سی و پورتوریکو) قرار دارند. هر بال بر گروه‌ها و اسکادران‌های جداگانه‌ای که واحد عملیاتی اساسی سازمان را تشکیل می‌دهند، نظارت دارد.